# Arnošt Petráček
Arnošt Petráček (* 25. července 1991, Písek) je český paralympijský plavec. V roce 2016 získal na Letních paralympijských hrách 2016 zlatou medaili v plavání, znak na 50 m a v roce 2021 získal na Letních paralympijských hrách v Tokiu stříbrnou medaili.

## Život
Narodil se 25. července 1991 v Písku s vrozenou vadou horních (chybějící pažní kosti) i dolních (luxace kolenního kloubu) končetin. V době jeho dětství podnikali jeho rodiče v pronajatém penzionu v Lipně nad Vltavou, kde se nacházel bazén, díky kterému se naučil brzy plavat. Po návratu do Jankova u Českých Budějovic začal chodit do plaveckého klubu pro tělesně postižené.
Během základní školní docházky navštěvoval postupně základní školu v dětském centru Arpida, Základní školu Dubné a Církevní základní školu Rudolfovská v Českých Budějovicích. V roce 2013 úspěšně odmaturoval na Střední integrované škole stavební v Nerudově ulici v Českých Budějovicích. V září, v roce 2019 dokončil bakalářské studium, obor ekonomika podniku, na Vysoké škole technické a ekonomické, v Českých Budějovicích. 
Poprvé se účastnil Letních paralympijských her 2008 v Pekingu, kde obsadil 4. místo v plavání na znak na 50 m. Na Letních paralympijských hrách 2012 v Londýně skončil ve stejné disciplíně na 5. místě a na Letních paralympijských hrách 2016 v Riu de Janeiru v této disciplíně zvítězil. Od Českého paralympijského výboru získal ocenění nejlepší handicapovaný sportovec roku 2016, o rok později se v anketě umístil na druhém místě.